# Kazimierz Lankosz
Kazimierz Marian Lankosz (ur. 15 grudnia 1948 w Krakowie) – polski prawnik, doktor habilitowany nauk prawnych.

## Życiorys
W 1972 r. ukończył studia prawnicze na Uniwersytecie Jagiellońskim, tam w 1976 r. otrzymał stopień doktora, w 1987 r. doktora habilitowanego. Od 1994 r. pracował jako profesor nadzwyczajny Uniwersytetu Jagiellońskiego, gdzie był kierownikiem Zakładu Prawa Międzynarodowego Publicznego UJ. W 1994 r. został również profesorem nadzwyczajnym Akademii Ekonomicznej w Krakowie, gdzie kierował Katedrą Prawa Międzynarodowego i Porównawczego.
Był wiceprzewodniczącym International Law Association (ILA), od 1995 członkiem zarządu Towarzystwa Przyjaciół Sztuk Pięknych w Krakowie.
Od 2006 do 2018 r. był arbitrem Stałego Trybunału Arbitrażowego.

## Odznaczenia i wyróżnienia
- Krzyż Kawalerski Orderu Odrodzenia Polski (2004)[4]
- Krzyż Zasługi I Klasy Orderu Zasługi Republiki Federalnej Niemiec[5]
- doktor honoris causa Uniwersytetu Gutenberga w Moguncji (2005)[1][6].
- Krzyż Oficerski Orderu Odrodzenia Polski (2013)[7]
- Nagroda „Pro Arte Docendi” Uniwersytetu Jagiellońskiego w roku akademickim 2016/2017[8].